# Tom Kling Baptiste
Tom Daniel Kling Baptiste, född 29 augusti 1990, är en svensk friidrottare och sprinter. Han har sedan år 2010 vunnit ett antal medaljer vid de svenska mästerskapen både inomhus och utomhus på sprintsträckorna.

## Karriär
Första gången Kling Baptiste underskred 11 sekunder på 100 meter var som 16-åring, våren 2007.
Han deltog vid EM 2010 i Barcelona men blev utslagen i försöken på 100 meter med 10,64.
2011 sprang han 100 meter vid U23-EM i Ostrava, Tjeckien men slogs ut i försöken med tiden 10,74 s. Han deltog även, tillsammans med David Sennung, Oskar Åberg och Alexander Nordkvist i det svenska korta stafettlaget som blev utslaget i försöken.
Vid EM i Helsingfors 2012 deltog Kling Baptiste tillsammans med Benjamin Olsson, Stefan Tärnhuvud och David Sennung i stafett 4x100 meter men laget blev utslaget i försöken.
År 2013 sprang han 60 meter vid inomhus-EM i Göteborg och gick vidare från försöken men slogs sedan ut i semifinalen.
Vid inomhus-VM i Sopot, Polen år 2014 deltog Kling Baptiste på 60 meter men slogs efter ett försökslopp på 6,72 ut från vidare deltagande. För semifinalplats hade krävts tiden 6,69. Vid sommarens EM i Zürich deltog han dels på 100 meter där han blev utslagen efter ett lopp på 10,50, dels i korta stafetten där han tillsammans med Stefan Tärnhuvud, Alexander Brorsson och Erik Hagberg blev utslagen i försöken trots ett nytt säsongsbästa.
Kling Baptiste deltog på 200 meter vid EM 2016 i Amsterdam men blev utslagen i semifinalen. I samma EM var han också med i det svenska stafettlaget på 4 x 100 meter tillsammans med Austin Hamilton, Emil von Barth och Johan Wissman. Laget blev dock utslaget i försöksheaten.
Vid SM i friidrott 2020 blev han tvåa på 100 meter med tiden 10.52.

## Utmärkelser
Tom Kling Baptiste belönades år 2016 med Stora grabbars och tjejers märke nummer 545.

## Personliga rekord
| Utomhus - 100 meter – 10,27 (Skara 6 juni 2016) - 200 meter – 20,81 (Söderhamn 9 augusti 2015) | Inomhus - 60 meter – 6,65 (Göteborg 22 februari 2014) - 200 meter – 20,95 (Gävle 18 februari 2018) |

### Fotnoter
1. ↑  ”Tävlingsårsskiftesövergångar 15 november 2006”. friidrott.se. 21 oktober 2006. Arkiverad från originalet den 24 november 2016. https://web.archive.org/web/20161124222919/http://www.friidrott.se/forbundsinfo/overgangar/arsskifte0607.aspx. Läst 13 februari 2017.
2. ↑  ”Stora SM 2010, dag 2” (htm). trackandfield.se. http://www.trackandfield.se/resultat/2010/100820.htm. Läst 18 april 2013.
3. ↑  ”Stora SM 2011, dag 2” (htm). trackandfield.se. http://www.trackandfield.se/resultat/2011/110812.htm. Läst 18 april 2013.
4. ↑  ”Stora SM 2011, dag 4” (htm). trackandfield.se. http://www.trackandfield.se/resultat/2011/110814.htm. Läst 18 april 2013.
5. ↑  ”Stafett-SM 2011” (pdf). Arkiverad från originalet den 6 april 2015. https://web.archive.org/web/20150406214723/http://www.proteamonline.se/storage/customers/2202/editor/resultat_2011/Stafett_SM_2011_Res.pdf. Läst 22 maj 2013.
6. ↑  ”Stafett-SM 2012” (pdf). trackandfield.se. http://www.trackandfield.se/resultat/2012/120908_09.htm. Läst 17 april 2013.
7. ↑  ”Stora SM 2013, dag 2” (htm). trackandfield.se. Arkiverad från originalet den 3 september 2013. https://web.archive.org/web/20130903064049/http://www.trackandfield.se/resultat/2013/130830.htm. Läst 11 juli 2014.
8. ↑  ”Stora SM 2015, dag 1” (htm). trackandfield.se. http://www.trackandfield.se/resultat/2015/150807.htm. Läst 31 oktober 2015.
9. ↑  ”Stora SM 2015, dag 3” (htm). trackandfield.se. http://www.trackandfield.se/resultat/2015/150809.htm. Läst 31 oktober 2015.
10. ↑  ”Stafett-SM 2015, dag 2” (html). smfriidrott.com. Arkiverad från originalet den 19 november 2015. https://web.archive.org/web/20151119072710/http://smfriidrott.com/sites/default/files/groupfiles/resultatson1.html. Läst 31 oktober 2015.
11. 1 2  ”Stora SM 2016”. Arkiverad från originalet den 23 augusti 2017. https://web.archive.org/web/20170823210252/http://212.247.216.72/friidrott/sm16/Resultat.php. Läst 1 november 2016.
12. 1 2  ”Stora SM 2017”. http://www.trackandfield.se/resultat/2017/170825_27.htm. Läst 1 oktober 2017.
13. ↑  ”Stora SM 2018”. http://www.trackandfield.se/resultat/2018/180824.htm. Läst 5 september 2018.
14. 1 2  ”Friidrotts-SM 2020 Uppsala”. liveresults.se. https://liveresults.se/competition/friidrotts-sm-2020/event/m-100-m-10#2. Läst 14 augusti 2020.
15. ↑  ”Stora inne-SM 2010 dag 1, resultat”. friidrott.stockholm.se. http://www.friidrott.stockholm.se/ISM2010/Page.asp?PageIdentifier=RESLORDAG. Läst 19 juli 2012.
16. ↑  ”Stora inne-SM 2010 dag 2, resultat”. friidrott.stockholm.se. http://www.friidrott.stockholm.se/ISM2010/Page.asp?PageIdentifier=RESSONDAG. Läst 19 juli 2012.
17. 1 2  ”Stora inne-SM 2012, resultat” (htm). trackandfield.se. http://www.trackandfield.se/Resultat/2012/120218_19.htm. Läst 19 juli 2012.
18. 1 2  ”Inomhus-SM 2013” (htm). trackandfield.se. http://www.trackandfield.se/Resultat/2013/130215.htm. Läst 18 februari 2013.
19. ↑  ”Inomhus-SM 2014, dag 1” (htm). trackandfield.se. http://www.trackandfield.se/resultat/2014/140222.htm. Läst 18 november 2015.
20. ↑  ”Inomhus-SM 2015”. Arkiverad från originalet den 22 februari 2015. https://archive.is/20150222161525/http://livetiming.se/track/ism15/. Läst 29 mars 2015.
21. ↑  ”Stora inne-SM 2016 resultat”. livetiming.se. http://livetiming.se/track/ism16/. Läst 26 maj 2016.
22. 1 2  ”ISM i friidrott - Växjö 25-26 februari 2017”. telekonsultarena.se. Arkiverad från originalet den 3 september 2017. https://web.archive.org/web/20170903123052/http://telekonsultarena.se/resultat/ISM17/Resultat.php. Läst 7 mars 2017.
23. 1 2  ”ISM 2018 2018-02-27”. primawebb.se. Arkiverad från originalet den 28 februari 2018. https://web.archive.org/web/20180228042650/http://primawebb.se/giffri/ism2018/Results_Total.html. Läst 27 februari 2018.
24. ↑  ”ISM 2020 Växjö 22-23 februari”. telekonsultarena.se. https://telekonsultarena.se/resultat/ISM20/Resultat.php. Läst 29 februari 2020.
25. 1 2 3 4 5  ”Personsida på Worldathletics webbplats” (på engelska). worldathletics.org. https://worldathletics.org/athletes/sweden/tom-kling-baptiste-14227378. Läst 8 augusti 2021.
26. ↑  ”Tom Kling Baptiste”. 100m.se. http://100m.se/info.asp?Tom%20Kling%20Baptiste. Läst 11 juli 2014.
27. ↑  ”European Athletics Championships - Barcelona 2010” (på engelska). european-athletics.org. http://www.european-athletics.org/competitions/european-athletics-championships/history/year=2010/results/index.html. Läst 2 april 2017.
28. ↑  ”European Athletics U23 Championships - Ostrava 2011” (på engelska). european-athletics.org. http://www.european-athletics.org/competitions/european-athletics-u23-championships/history/year=2011/results/index.html. Läst 19 oktober 2017.
29. ↑  ”EM / Helsingfors - liverapport 30 juni”. friidrott.se. 30 juni 2012. Arkiverad från originalet den 30 mars 2017. https://web.archive.org/web/20170330005741/http://www.friidrott.se/live.aspx?id=198&4. Läst 29 mars 2017.
30. ↑  ”European Athletics Championships - Helsinki 2012” (på engelska). european-athletics.org. http://www.european-athletics.org/competitions/european-athletics-championships/history/year=2012/results/index.html. Läst 29 mars 2017.
31. ↑  ”European Athletics Indoor Championships - Göteborg 2013” (på engelska). european-athletics.org. http://www.european-athletics.org/competitions/european-athletics-indoor-championships/history/year=2013/results/index.html#. Läst 23 augusti 2017.
32. ↑  ”60 Metres Men IAAF World Indoor Championships 2014 Sopot (Ergo Arena), Poland 07 Mar 2014 - 09 Mar 2014” (på engelska). iaaf.org. https://www.iaaf.org/results/iaaf-world-indoor-championships/2014/iaaf-world-indoor-championships-2014-4952/men/60-metres/heats/result. Läst 21 januari 2017.
33. ↑  ”IVM: Små marginaler på 60”. friidrott.se. 7 mars 2014. Arkiverad från originalet den 2 februari 2017. https://web.archive.org/web/20170202070931/http://www.friidrott.se/nyheter.aspx?id=16334. Läst 21 januari 2017.
34. ↑  ”European Athletics Championships - Zürich 2014” (på engelska). european-athletics.org. http://www.european-athletics.org/competitions/european-athletics-championships/history/year=2014/results/index.html. Läst 13 februari 2017.
35. 1 2  ”European Athletics Championships - Amsterdam 2016” (på engelska). european-athletics.org. http://www.european-athletics.org/competitions/european-athletics-championships/history/year=2016/results/index.html. Läst 6 februari 2017.
36. ↑  ”Missade finalen - Nu vänder de blickarna mot stafetten”. friidrott.se. 7 juli 2016. Arkiverad från originalet den 7 februari 2017. https://web.archive.org/web/20170207112745/http://www.friidrott.se/nyheter.aspx?id=19754. Läst 6 februari 2017.
37. ↑  Hedman, Jonas (9 juli 2016). ”Inget avancemang på 4x100”. friidrott.se. Arkiverad från originalet den 11 februari 2017. https://web.archive.org/web/20170211155042/http://www.friidrott.se/nyheter.aspx?id=19761. Läst 9 februari 2017.
38. ↑  ”Stora grabbars märke”. friidrott.se. Arkiverad från originalet den 31 mars 2016. https://web.archive.org/web/20160331202525/http://www.friidrott.se/historik/storagrabbar.aspx. Läst 16 februari 2019.